# Lindsaea kawabatae
Lindsaea kawabatae là một loài dương xỉ trong họ Lindsaeaceae. Loài này được Sa. Kurata mô tả khoa học đầu tiên năm 1965.
Danh pháp khoa học của loài này chưa được làm sáng tỏ. 